# Sizavet
Sizavet là một đô thị thuộc tỉnh Shirak, Armenia. Dân số ước tính năm 2011 là 395 người.